# KSU Stadium
Der KSU Stadium ist ein Fußballstadion in der saudi-arabischen Hauptstadt Riad. Im September 2020 erhielt die Saudi Media Company (SMC) die Managementrechte für den Betrieb der Sportstätte. Im Oktober 2020 unterzeichnete die SMC einen Vertrag mit dem Fußballverein al-Nassr FC, der das Stadion zu seiner neuen Heimspielstätte machte. Die Anlage bietet Platz für 25.000 Personen.

## Geschichte
Die Bauarbeiten für den Campus der König-Saud-Universität im Westen Riads begannen im Frühjahr 2011 und die Eröffnung fand im Mai 2015 statt. Die Hashem Contracting Company errichtete das Stadion gemäß den Spezifikationen (und den FIFA-Regeln für internationale Spiele) im Rahmen eines Budgets von 215 Mio. SR (rd. 57 Mio. US-Dollar). Am 9. November 2019 fand hier das Finalhinspiel der AFC Champions League 2019 zwischen Al-Hilal und den Urawa Red Diamonds statt. Im selben Jahr fand hier auch die Supercoppa Italiana statt.  
2020 wurde das Stadion in Mrsool Park umbenannt, nachdem im November 2020 ein Sponsorenvertrag mit der Lieferfirma Mrsool unterzeichnet wurde. 2021 wurde in der Spielstätte der Maradona Cup zwischen den Boca Juniors und dem FC Barcelona ausgetragen. Das Spiel fand zu Ehren von Diego Maradona statt, der im Jahr zuvor verstorben war.